# Червона Гора (Червенський район)
Червона Гора (біл. вёска Чырвоная Гара) — село в складі Червенського району Мінської області, Білорусь. Село підпорядковане Валевачівській сільській раді, розташоване в центральній частині області.